# 常陸中里駅
常陸中里駅（ひたちなかさとえき）は、茨城県那珂郡瓜連村大字中里（現在の那珂市中里）にあった鉄道省水郡線の駅（廃駅）である。

## 駅周辺
- エネオス
- 老人ホームナザレ園

## 歴史
- 1935年（昭和10年）9月1日 - ガソリン動車専用駅として開設。旅客のみ取り扱い[1]。
- 1941年（昭和16年）8月10日 - 運輸営業停止（告示なし）。

## 隣の駅
鉄道省
水郡線
常陸鴻巣駅 - 常陸中里駅 - 瓜連駅